# Diospyros javanica
Diospyros javanica är en tvåhjärtbladig växtart som beskrevs av Bakh. Diospyros javanica ingår i släktet Diospyros och familjen Ebenaceae. Inga underarter finns listade i Catalogue of Life.